# 2496 Fernandus
2496 Fernandus este un asteroid din centura principală, descoperit pe 8 octombrie 1953 de Goethe Link Obs..